# Graduados
Graduados war eine argentinische Telenovela. Die Serie wurde von Underground Contenidos produziert. Ausgestrahlt wurde sie von März bis Dezember 2012 durch Telefe. Hauptakteure der Serie waren unter anderem Nancy Dupláa und Daniel Hendler. Die Sitcom erreichte ein Rating von knapp 28 Punkten bei ihrem Debüt und wurde in Argentinien mit diversen Preisen ausgezeichnet.

## Handlung
Eine Gruppe von Gymnasiasten feiert 1989 den Highschoolabschluss. Maria Laura Falsini ist die Freundin von Pablo Catáneo, dem Mädchenschwarm der Schule. Als Maria sieht, dass Pablo während der Abschlussfeier mit einem anderen Mädchen Sex im Badezimmer hat, verlässt sie die Party. Andrés Goddzer begleitet sie und sie haben Sex in seinem Auto. Maria wird schwanger und ihr Vater, Clemente Falsini, Besitzer von McCan, einem erfolgreichen Hundefutter-Unternehmen, fordert von ihr – nichts ahnend von ihrer Begegnung mit Andrés – Pablo zu heiraten.
Die erste Episode macht dann einen Zeitsprung von 1989 bis 2012. Pablo arbeitet für Clementes Firma, während Andrés ein Faulpelz ist ohne festen Job und gelegentlich als Hundesitter arbeitet. Maria stellt Andrés zufällig ein und erinnert sich an ihre Begegnung von 1989. Ein DNA-Test bestätigt, dass Andrés tatsächlich der Vater ihres Sohnes Martin ist. Diese Ereignisse geben der Serie ihre grundlegende Handlung: Andrés versucht sich an seine neu entdeckte Vaterschaft anzupassen, Pablo lehnt dieses Eindringen in seine Familie ab, Martin versucht sich mit beiden gut zu verstehen und Maria beginnt eine Romanze mit Andrés. Pablo betrügt sie mit Patricia Longo, Clementes Ehefrau und Sekretärin. Sie wird von Pablo schwanger, behauptet aber, dass Clemente der Vater ihres Sohnes ist.
Andrés 'Familie ist jüdisch. Seine Eltern sind Elias und Dana. Seine Schwester Gabriela arbeitet bei McCan und ist unglücklich verliebt. Andrés pflegt seine Freundschaft mit zwei Klassenkameraden: Benjamin ‚Tuca‘ Pardo und Verónica Diorio. Verónica betreiben einen Radiosender, der argentinische Rockmusik der 1980er spielt. Maria hält Kontakt zu ihrer besten Freundin in der Highschool: der Psychiaterin Victoria Lauria, einer alleinstehenden Frau, die aus ihrem Kinderwunsch kein Geheimnis macht. Wie sich bei einem Treffens der Absolventen herausstellt, hat auch Guillermo Almada, ein anderer Klassenkamerad von Andrés, einen Job bei McCan angenommen. Dagegen erkennt niemand der Absolventen Clementes Frau Patricia wieder. In der Schule war sie stark übergewichtig und nachdem sie an Gewicht verlor, änderte sie auch ihr Gesicht und ihren Namen.
Patricias Geheimnis wird langsam den anderen offenbart. Pablo lernt ihre wahre Identität im Serienfinale kennen, doch sie bleiben zusammen. Andrés und Maria Laura verlassen die Stadt; Victoria hat einen Sohn mit Tuca; Elias und Dana eröffnen einen Knödel-Shop und Gabriela heiratet ihre Nachbarin, Marito. Die Serie endet mit einer Party, die von der Schule für die Absolventen 1989 veranstaltet wird, ähnlich wie die Abschlussfeier in der ersten Episode.

## Figuren
| Schauspieler         | Serienrolle           | Beschreibung |
| -------------------- | --------------------- | --- |
| Daniel Hendler       | Andrés Goddzer        | Die Hauptfigur, Andrés arbeitet als Hundesitter und ist ein Fan der argentinischen Rockmusik der 1980er Jahre. Gemeinsam mit Tuca und Vero weigert er sich, einen festen Job anzunehmen und versucht, seine Jugendrebellion am Leben zu erhalten. |
| Nancy Dupláa         | Maria Laura Falsini   | Meist nur Loli genannt, hatte sie 1989 Sex mit Andrés. Erst achtzehn Jahre später erkennt sie, nicht ihr Ehemann, Pablo, sondern Andrés der Vater ihres Sohnes Martins ist.                                                                       |
| Luciano Cáceres      | Pablo Catáneo         | Der Mädchenschwarm heiratete seine Freundin Loli nach dem Schulabschluss, da er sich für ihre Schwangerschaft verantwortlich hielt. |
| Isabel Macedo        | Patricia Longo        | Als übergewichtiges Mädchen wurde sie in der Schule stets gemobbt. Nachdem es ihr gelang sich figürlich umzustellen und massiv abzunehemen, änderte sie ihren Namen von Jimena Benitez auf Patricia Longo.                                        |
| Julieta Ortega       | Verónica Diorio       | Vero ist ein Wildfang, der seit der Highschool mit Andy und Tuca befreundet ist. Sie betreibt einen Piratensender, die Musik der 1980er Jahre spielt.                                                                                             |
| Mex Urtizberea       | Benjamin ‚Tuca‘ Pardo | Tuca ist ein Millionär, der Partys veranstaltet und nichts ernst nimmt. |
| Paola Barrientos     | Victoria Lauria       | Victoria ist Psychologin und seit der Highschool der beste Freundin von Maria Laura. |
| Gastón Soffritti     | Martin Catáneo        | Marias Sohn der als Jugendlicher erkennt, dass sein wahrer Vater Andy und nicht Pablo ist. |
| Violeta Urtizberea   | Gabriela Goddzer      | Andrés 'Schwester versucht, die Universität zu besuchen, um ihren Job zu behalten zu können. |
| Juan Leyrado         | Clemente Falsini      | Inhaber der McCan Company und Marias Vater |
| Mirta Busnelli       | Dana Blatt de Goddzer | Andrés' Mutter |
| Roberto Carnaghi     | Elias Goddzer         | Andrés' Vater, er besitzt ein Bekleidungsgeschäft |
| Juan Gil Navarro     | Guillermo Almada      | bei einem Klassentreffen stellt sich heraus, dass er homosexuell ist. |
| Marco Antonio Caponi | Augusto Giribone      | Pablo's Bruder, Vertrauter und Verbündeter |